# Wang Qishan
Wang Qishan född 1 juli 1948 i Qingdao, Shandong är en ledande kinesisk kommunistisk politiker på nationell nivå.

## Bakgrund
Wang härstammar från Tianzhen härad i Shanxi-provinsen, men föddes i Qingdao i Shandong. Hans far var ingenjör som arbetade för Byggnadsministeriet i Peking på 1950-talet. Wang studerade vid 35:e högstadieskolan i Peking, som är känd för att ha frambringat många framtida ledare i Kina.

## Karriär
Under kulturrevolutionen förvisades han till en folkkommun nära Yan'an i Shaanxi-provinsen 1969-71 och arbetade sedan vid Shaanxis provinsmuseum i Xi'an i två perioder (1971-73, 1976-79), med avbrott för att studera historia vid Nordvästuniversitet 1973-1976 och 1979-1982. I Yan'an träffade han sin framtida maka Yao Mingshan, som är dotter till den framstående kinesiske politikern, Yao Yilin. 
Eftersom Wang tillbringade en stor del av sina formativa år i Shaanxi räknas Yu till "Shaanxi-klicken" i politbyråns ständiga utskott. Wang gick med i Kinas kommunistiska parti 1983.

### Jorbruks- och bankkarriär (1982-1997)
Han var 1982-1988 ansvarig för sekretariatets kontor för jordbruksfrågor, och blev 1988 VD för statsägda Kinesiskt jordbruksstöd AB.
1989-1993 var han vice direktör för Kinesiska byggnadsbanken, sedan vice riksbankschef ett år innan han återkom till Byggnadsbanken som VD.

### Provinspolitik (1997-2007)
Wang kom 1997 in i partiets provinsstyrelse för Guangdong, där han efter ett år blev vice partisekreterare. Därefter var han två år i huvudstaden 2000-2002 som chef för Kontoret för ekonomisk reform innan han återvände till provinsnivån, nu som partisekreterare för Hainan. 
Han fick 2003 det åtråvärda uppdraget som borgmästare och vice partisekreterare i huvudstaden Beijing efter att Meng Xuenong som fått avgå för sin hantering av SARS-epidemin, en post han behöll till 2007.

### Vice premiärminister (2007-2012)
Han blev 2007 ledamot i politbyrån och året därpå vice premiärminister, med huvudansvar för ekonomiska frågor. I september 2008 utsågs Wang att leda statsrådets "antimonopolkommission".
Han har gjort sig känd som en pålitlig "fixare" som kan lösa kriser och kallas ibland för "chef för partiets brandkår" (救火队长).

### Disciplinchef (2012-2017)
Den 15 november 2012 valdes han in på stol nummer 6 i Politbyråns ständiga utskott, kommunistpartiets mäktigaste organ, och blev samtidigt chef för partiets kommission för disciplininspektion och arbetade i den rollen för att få bukt med korruptionen i stat och parti.
På grund av reglerna för pensionering avgick han från disciplininspektionen och det ständiga utskottet 2017. I mars 2018 valdes han av Nationella folkkongressen till Folkrepubliken Kinas vicepresident och utövade i den rollen främst ceremoniella och representativa funktioner. Han avgick som vicepresident i mars 2023.